# 974 (szám)
A 974 (római számmal: CMLXXIV) egy természetes szám, félprím, a 2 és a 487 szorzata.

## A szám a matematikában
A tízes számrendszerbeli 974-es a kettes számrendszerben 1111001110, a nyolcas számrendszerben 1716, a tizenhatos számrendszerben 3CE alakban írható fel.
A 974 páros szám, összetett szám, azon belül félprím, kanonikus alakban a 21 · 4871 szorzattal, normálalakban a 9,74 · 102 szorzattal írható fel. Négy osztója van a természetes számok halmazán, ezek növekvő sorrendben: 1, 2, 487 és 974.
A 974 négyzete 948 676, köbe 924 010 424, négyzetgyöke 31,20897, köbgyöke 9,91257, reciproka 0,0010267. A 974 egység sugarú kör kerülete 6119,82249 egység, területe 2 980 353,552 területegység; a 974 egység sugarú gömb térfogata 3 870 485 813,2 térfogategység.